# Гарри Ананасов
Га́рри Анана́сов (Ви́ктор Вале́рьевич Андриа́нов, род. 2 июля 1973, Челябинск) — российский музыкант, лидер группы «Ананасов и Компания», композитор, автор и исполнитель собственных песен, журналист, продюсер российских музыкальных фестивалей.

## Биография
Виктор Валерьевич Андрианов родился 2 июля 1973 года в Челябинске в семье советских инженеров, учился в школе № 80. В детстве увлекался рисованием, два года посещал музыкальную школу по классу фортепиано. В 1990 году В. Андрианов поступил в Челябинский педагогический институт на филологический факультет, откуда через год перевёлся в Челябинский государственный университет, который окончил в 1995 году по специальности филолог-журналист. Музыкой занимается с конца восьмидесятых.

## Деятельность

### Музыкант
В конце восьмидесятых послушал записи с рок-музыкой, после чего к сентябрю 1988 года вместе с одноклассниками создал школьный ансамбль «Н. О. М. П.» («Неформальное объединение мирных панков»). Состав: Владислав Азаров — бас-гитара, Виктор Андрианов — микрофон, Алексей Широков — клавиши, Алексей Фролов — гитара и Дмитрий Овсянников — барабаны. Через полгода В. Андрианов покинул ансамбль ради занятий в ансамбле Дома пионеров Советского района. В 1989 году появился проект «Западная Сахара» (Виктор Андрианов, Станислав Кацев и Михаил Гуревич), к осени 1989 коллектив разделился — Ананасов и Гуревич создали группу «Одеколон» (распалась к весне 1990), в составе которой была скрипка, группа выступала в том же районном доме пионеров.
В 1991 году В. Андриановым создана группа «Марсианские хроники» (В. Азаров — бас-гитара, С. Сладких — ударные), в мае выступает на фестивале «Аку-Рок» (Челябинск, ДК «Монолит») в компании с Майком Науменко, А. Ляпиным и А. Титовым («Аквариум»), группами «Санкт-Петербург», «Резиновый дедушка».. В 1992 (1993?) меняется состав и название — «Сегодня Утром» (С. Сладких — ударные, Н. Жигилев — бас-гитара, И. Банных — гитара, А. Широков — клавишные). С 1993 В. Андрианов выступает под псевдонимом Гарри Ананасов. Группа «Сегодня Утром» считается[кем?] одним из ведущих коллективов так называемой «второй волны» челябинского рока. Стилистически это был некий сплав «британской волны», панк-рока и пост-панка с заметным влияние групп The Cure, U2 и т. п.
В феврале 1997 года выпущен первый студийный альбом «Ближе к огню», саунд-продюсером которого выступил Александр Кацев. Выпуск альбома на аудиокассете челябинской фирмой «Ле Гран» связан с последующей шумихой в СМИ и активной концертной деятельностью.
В январе 2003 г. коллектив выступает на фестивале «Старый Новый Рок 2003» в Екатеринбурге. Ананасов передаёт диск продюсеру Михаилу Козыреву, и песня «Посошок» попадает на «Наше радио»
2004 г. В марте коллектив совершает марш-бросок по клубам столицы, после чего Гарри улетает в США, где исполняет несколько песен в культовом ресторане Нью-Йорка «Русский самовар», открытый Иосифом Бродским и Михаилом Барышниковым, и знакомится с гитаристом-виртуозом Юрием Наумовым. В Екатеринбурге на студии Владимира Елизарова записывается новый альбом.
2005 г. Московский рекорд-лейбл «Grand Records» издает альбом «Посо-Шок».
2017 г. Тур по нескольким городам России с индийским музыкантов Рамом Виджаем.
2018 г. В дуэте с американской певицей и автором-исполнителем Эллиной Грейпел записан сингл и снят клип «Песни 21 века», который включен в состав вышедшего летом того же года альбома «Рок-н-рольщик», стилистически выдержанный в современном электрическом рок-звучании.
Осенью 2018 в рамках гастрольного тура, посвящённого выходу альбома «Рок-н-рольщик», Ананасов выступает с концертами в России и США.
2019 г. На мотив песни Ананасова «Реггей кубинских партизан» Сильвией Пекарской и Джоанной Денерт написан польский текст, песня «Давайте вместе (Становятся сны…)» (пол. «Bądźmy Razem (Stają się sny…)») исполнена детьми и взрослыми с ограниченными возможностями как своеобразный гимн Дня интеграции с людьми с ограниченными возможностями и Всемирного дня синдрома Дауна в г. Августов. Польским продюсером Мареком Галицким (Marek Halicki) написана аранжировка и снят клип. Весной и осенью Ананасов отправляется в очередной тур по России и США в поддержку альбома «Рок-н-рольщик».
Издана первая книга стихов «Аллергия на людей». В 2022 году вышла книга "Саундтрек длиною в жизнь" в издательстве Край Ра. В 2024 году Гарри Ананасову был посвящён выпуск видеопроекта "День поэта". 

### Продюсер
В октябре 1993 г. усилиями Ананасова и его друзей создается первый в Челябинске музыкальный андеграундный клуб в современном его понимании «Сизая Черепаха», где с успехом дают свои первые концерты молодые рок-группы Урала и заезжие гастролёры. Клуб сменил несколько помещений и просуществовал до 1995.
В 2007 Ананасов с партнёрами организовывает первый рок-фестиваль «Уральский рубеж» на берегу озера Тургояк (город Миасс), который проводился в Челябинской области до 2014 года. На фестивале выступили такие группы, как «Король и Шут», «Ария», «Чиж & Co», «БИ-2», «Воскресение», «Алиса», «Ляпис Трубецкой».
Ананасов известен в Челябинске как организатор рок-фестивалей, гастролей известных рок и эстрадных солистов и групп. Продюсер российских фестивалей «Уральский рубеж», «Звуковая энергия», «Rockberry», «Глаголь Добро!», «Ариэль-Фест».
С 1999 по 2004 года соучредитель в продюсерской компании «Республика», потом организовал собственную — «Rock State Entertainment». Почти за 15 лет работы компании, организовал в уральском регионе концерты многих групп и исполнителей.

### Журналист
Ананасов в 1997—2002 вёл на Челябинском областном радио (ныне радио «Южный Урал») программу о музыкальных новинках звукозаписи «Музыкальный прогноз», а также сотрудничал с челябинскими газетами «Городской дилижанс», «Челябинская неделя», журналом «Бум-Бум» в качестве журналиста. Писал преимущественно на музыкальную тематику.

## Дискография
- 1996. Понедельник, вторник… (live) — записи концертов 1995—1996[28]
- 1997. Ближе к огню[7][29][30][31][32]
- 1998. Жиганские песни[33]
- 2000. Танцы под ананасами (ремиксы)[34]
- 2001. Ясно Солнышко[35][36]
- 2001. Ананасов — Богатенков. Акустика. (live)
- 2003. Ноябрь (live)[37]
- 2005. Посошок (CD)[38]
- 2005. Концерт в клубе «Панта Рэй» (live)
- 2006. Жиганские песни — 2[39] (CD)
- 2007. MP3-Коллекция (8 альбомов, CD)[источник не указан 2099 дней]
- 2010. Автопати (CD)[40]
- 2010. Концерт в Киеве (live)
- 2012. 25 лет челябинскому рок-клубу (Live)
- 2014. Песни Оголённых Проводов[1][41] (CD)
- 2015. Сталинград (сингл)[27]
- 2015. Концерт в «Голливуде» (Live)
- 2016. Бери шинель…, Любо, братцы, любо… (сингл)
- 2016. Ананасов и Ко / Резиновый дедушка. «Тяни-Толкай» (live)
- 2017. И целого мира мало… (сингл)
- 2017. За Родину! (EP, премьера 2 мая 2017 года)
- 2017. Chai Key feat. Garry Ananasov. Rock and roll (Led Zeppelin cover) (сингл)
- 2017. Революшн (сингл)
- 2018. Молодость не кончается (Live)
- 2018. Рок-н-рольщик (LP, CD)[42]
- 2019. Концерт в Петербурге (Live)
- 2019. Дождь над Мичиганом. (квартирник в Чикаго)
- 2019. Частная жизнь. feat. Саша Самойленко (Tomas band) (сингл)
- 2020. 6 часов вечера после любви (EP)[43]
- 2020. От Сайгона до Гаваны. Лучшие песни. (CD)
- 2020. Ананасовый трибьют. Tribute to Garry Ananasov[44][45]
- 2021. Жизнь в стиле буги[46]
- 2025 Знак солидарности

### Участие в сборниках
- 2005. Старый новый рок — 2005[47] (ФГ Никитин)
- 2013. В поисках Джетро[48]
- 2015. Уральцы поют о войне и Победе![49]
- 2019. АнтиАрмия[50]
- 2020. Хроноп. Трибьют. Осень.[51]

## Видеография
- 2015 —  Кругом тайга
- 2018 —  Песни 21 века.
- 2020 —  Конец Света.
- 2024 —  Погасите в аэропорту свет.
- 2024 —  Мышь.

### Участие в сборниках
- Пятая власть : антология челябинской рок-н-ролльной поэзии / составитель Роман Грибанов. — СПб.: Первый ИПХ, 2021. — С. 146—149. — ISBN 978-5-907440-53-1.[56][57]
- Какой я тебе Петя? Поминки по Мамонову : сборник воспоминаний. — Контрафакт, 2021. — 140 с.[58]
- Димкина книга : Сборник воспоминаний. — М.: Умка-Пресс, 2024. — 218 с.[59]
- Сим победиши : Поэзия трёх поколений Южного Урала / ред-сост. П. В. Большаков. — Челябинск, 2025. — 181 с. — 150 экз. — ISBN , УДК 821.161.1, ББК 84(2Рос=Рус).[60][61]